# رودنا (ناحیه سویتاوی)
رودنا (به چکی: Rudná) یک منطقهٔ مسکونی در جمهوری چک است که در ناحیه سویتاوی واقع شده‌است. رودنا ۶٫۶۱ کیلومتر مربع مساحت و ۱۷۴ نفر جمعیت دارد و ۵۳۷ متر بالاتر از سطح دریا واقع شده‌است.